# Christiane Zimmermann
Christiane Zimmermann (* 1962 in München) ist eine deutsche evangelische Theologin.

## Leben
Sie studierte von 1982 bis 1988 Gräzistik, evangelische Theologie und klassische Archäologie in München, wo sie 1988 das Staatsexamen in Gräzistik und evangelischer Theologie ablegte. Bei Hellmut Flashar wurde sie 1991 mit einer Arbeit zum Antigone-Mythos zum Dr. phil. an der Ludwig-Maximilians-Universität München promoviert. Wissenschaftliche Assistentin war sie von 1991 bis 1999 an der Theologischen Fakultät der Kirchlichen Hochschule Berlin, dann Humboldt-Universität zu Berlin. Von 2000 bis 2003 nahm sie einen Lehrauftrag an der Fakultät für protestantische Theologie in Brüssel wahr. Von 2003 bis 2005 lehrte sie als Lehrbeauftragte an der Theologischen Fakultät der Humboldt-Universität zu Berlin. Als Wissenschaftliche Mitarbeiterin (2005–2006) habilitierte sie sich 2006 für das Fach Neues Testament an der Theologischen Fakultät der Humboldt-Universität zu Berlin. Von 2006 bis 2016 war sie Lektorin für Altgriechisch an der Theologischen Fakultät der Humboldt-Universität zu Berlin. Seit dem Wintersemester 2016/2017 lehrt sie als Professorin für Theologie- und Literaturgeschichte des Neuen Testaments an der Theologischen Fakultät der Christian-Albrechts-Universität zu Kiel. Ihre Forschungsschwerpunkte sind antike jüdische und christliche Gottesbilder sowie die regionale Erforschung der Ausbreitung des frühen Christentums.
2022 wurde Zimmermann in die Akademie der Wissenschaften in Hamburg gewählt.

## Schriften (Auswahl)
- Der Antigone-Mythos in der antiken Literatur und Kunst (= Classica Monacensia. Münchener Studien zur klassischen Philologie. Band 5). Narr, Tübingen 1993, ISBN  3-8233-4864-7, (zugleich Dissertation, München 1991).
- Die Namen des Vaters. Studien zu ausgewählten neutestamentlichen Gottesbezeichnungen und ihrem frühjüdischen und paganen Sprachhorizont (= Ancient Judaism and early Christianity. Arbeiten zur Geschichte des antiken Judentums und des Urchristentums. Band 69). Brill, Leiden u. a. 2007, ISBN 90-04-15812-X, (zugleich Habilitationsschrift, HU Berlin 2006).
- Gott und seine Söhne. Das Gottesbild des Galaterbriefes (= Wissenschaftliche Monographien zum Alten und Neuen Testament. Band 135). Neukirchener Theol., Neukirchen-Vluyn 2013, ISBN 3-7887-2687-3.
- mit Cilliers Breytenbach: Early Christianity in Lycaonia and adjacent Areas   (= Ancient Judaism and early Christianity. Arbeiten zur Geschichte des antiken Judentums und des Urchristentums. Band 101). Brill, Leiden u. a. 2017, ISBN 978-90-04-35155-4.